# 広橋国光
広橋 国光（ひろはし くにみつ）は、戦国時代の公家。号は後引接院。法名は尊寂。官位は正二位権大納言。正親町天皇に仕える。

## 系譜
- 父：広橋兼秀
- 母：勧修寺政顕の娘
- 妻：高倉永家の娘
  - 男子：日野輝資（1555-1623）
  - 男子：広橋兼勝（1558-1623）
  - 男子：日禎（本圀寺16世、常寂光寺開山。）
- 妻：烏丸光康の娘
- 生母不明の子女
  - 女子：高畠長成室